# Engoniophos unicinctus
Engoniophos unicinctus is een slakkensoort uit de familie van de Buccinidae. De wetenschappelijke naam van de soort is voor het eerst geldig gepubliceerd in 1826 door Say.